# Braunsapis albipennis
Braunsapis albipennis är en biart som först beskrevs av Heinrich Friese 1909.  Braunsapis albipennis ingår i släktet Braunsapis och familjen långtungebin. Inga underarter finns listade.